# Товариство нової політики (Японська імперія)
Шінсейкай (яп. 新政会, досл. «Товариство нової політики») — японська політична партія що діяла в Японській імперії між 1917 і 1920 роками.
Політична партія «Товариство нової політики» була заснована в жовтні 1917 року в результаті злиття «Ishinkai» (39 місць) і групи з 12 незалежних членів парламенту Японської імперії, ставши третьою за чисельністю депутатів партією в палаті представників японського парламенту. Однак у лютому 1918 року близько половини членів «Товариство нової політики» відкололися, щоб сформувати «клуб Seiwa». Ще чотири члени «Товариство нової політики» залишили партію в лютому 1920 року, і партія втратила майже всі свої місця на виборах у травні 1920 року. Наступного місяця єдиний член «Товариство нової політики» був серед засновників «клубу Kōshin», поряд із «Клуб справедливості та дружби» та деякими незалежними депутатами японського парламенту.